# Conceição Evaristo

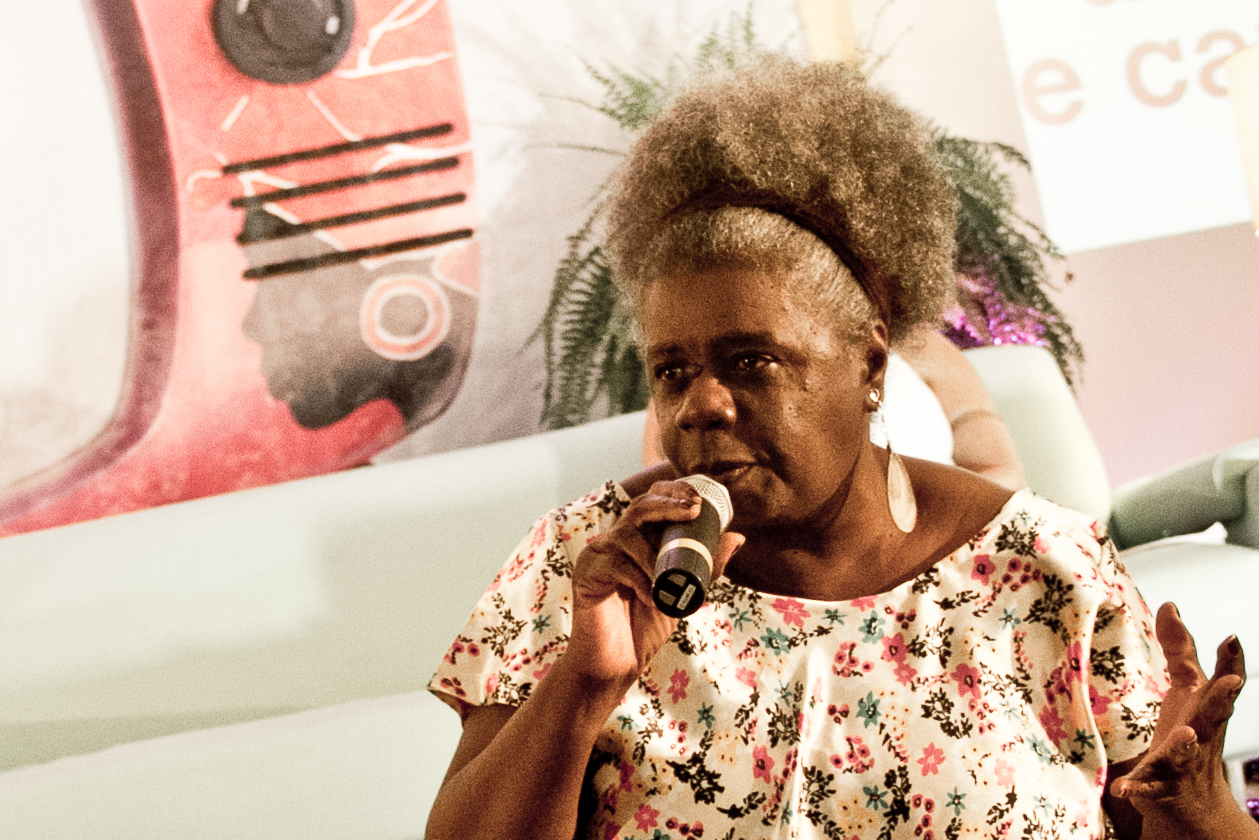
Foto, 2013

Maria da Conceição Evaristo de Brito (Belo Horizonte, 29 de noviembre de 1946) es una escritora brasileña.

## Biografía
Nacida en una favela en una familia de nueve hermanos y su madre, comenzó a trabajar muy joven como empleada doméstica y en 1971, con 25 años, se mudó a Río de Janeiro donde estudió letras en la UFRJ. Es profesora en Literatura Brasileña por la PUC-Rio y  doctora en Literatura Comparada por la Universidad Federal Fluminense.
En los años 1980, entró en contacto con el grupo Quilombhoje, gracias al cual publicó en 1990 Cadernos Negros.
Evaristo es miembro correspondiente de la Academia Espírito-santense de Letras.

## Obras

### Novelas
- Ponciá Vicêncio (2003)
- Becos da Memória (2006)

### Poemarios
- Poemas da recordação e outros movimentos (2008)

### Cuentos
- Insubmissas lágrimas de mulheres (2011)
- Olhos d`água (2014)
- Histórias de leves enganos e parecenças (2016)